# Peter Mieg
Peter Mieg (* 5. September 1906 in Lenzburg; † 7. Dezember 1990 in Aarau) war ein Schweizer Komponist, Maler und Publizist. Er prägte das schweizerische Kulturleben während Jahrzehnten in vielfältiger Weise und schuf sich über die Landesgrenzen hinaus einen Namen.

## Biografie
Peter Mieg wuchs in einem Elternhaus auf, in dem alles Musische selbstverständlich war. Sein Grossvater mütterlicherseits, Friedrich Hünerwadel, gehörte dem alteingesessenen, gutbürgerlichen Lenzburger Geschlecht der Hünerwadel an, die Vorfahren väterlicherseits, die lange in Basel ansässigen Mieg, stammten ursprünglich aus dem Elsass.

### Komposition
Während seiner Schulzeit erhielt Mieg Klavierunterricht bei Carl Arthur Richter, Musikdirektor und Komponist in Lenzburg; erste Kompositionsversuche stammen von 1918. Nach der Matura 1927 in Aarau studierte Mieg in Zürich, Basel und Paris Kunstgeschichte, Archäologie, Musikgeschichte sowie deutsche und französische Literatur. Parallel dazu hatte er Klavierunterricht bei Emil Frey in Zürich und Hans Münch in Basel. 1933 schrieb Mieg eine Dissertation unter dem Titel Morgenthaler, Moillet, Eppler – Studien zur modernen Aquarellmalerei in der Schweiz. In der Folge wandte er sich dem Journalismus zu und arbeitete hauptberuflich als Kunst-, Musik- und Literaturkritiker für die Basler Nachrichten, die Weltwoche, das Badener Tagblatt und diverse Zeitschriften.
In den Jahren 1933–1939 machte er Bekanntschaft mit Paul Sacher sowie den Komponisten Bartók, Conrad Beck, Strawinski, Honegger und Martinů. 1934 schloss er Freundschaft mit der Malerin Marguerite Ammann und dem Maler Franz Max Herzog. 1939 übersiedelte Peter Mieg wieder nach Lenzburg, wo er im Haus «Sonnenberg» vorerst bei seinem Vater zur Miete lebte. Den Besitz erwarb er 1955 käuflich. Während der Kriegsjahre übte Mieg zusätzlich die Tätigkeit als Adlat des Lenzburger Stadtschreibers aus. Als Korrespondent folgten zahlreiche Auslandsreisen zu Musikfestspielen nach Österreich, Frankreich, Italien und Deutschland.
Von 1942 an wurde Mieg über mehrere Jahre von Frank Martin in kompositorischen Fragen beraten. Anfangs der 1950er Jahre erfolgte der eigentliche Durchbruch als Komponist, insbesondere mit dem Concerto da Camera per archi, pianoforte e timpani (1952) und dem Concerto per clavicembalo e orchestra da camera (1953), beide uraufgeführt durch das Zürcher Kammerorchester. Letzteres wurde 1956 auch von den Berliner Philharmonikern gespielt, mit Silvia Kind als Solistin. In der Folge komponierte Mieg ausschliesslich auf Auftrag, zum Beispiel die Musik für Cembalo, zwei Bläser und vier Streicher (1954) für das Radio Basel, die Sinfonie (1958) für das Tonhalle-Orchester Zürich, das Konzert für Klavier und Orchester Nr. 2 (1961) für das Orchestre de Chambre de Lausanne, das Konzert für Flöte und Streichorchester (1962) für das Berner Kammerorchester, das Streicherstück Combray (1978) für das Collegium Musicum Zürich sowie das Triple Concerto dans le goût italien (1979) für die Festival Strings Lucerne. Zahlreiche Aufführungen im In- und Ausland setzten ein. Es begann eine Freundschaft mit dem Komponisten Gottfried von Einem, dem Dirigenten Edmond de Stoutz – für das von diesem geleitete Zürcher Kammerorchester schrieb Mieg zahlreiche Werke –, sowie dem Komponisten Alexander Tscherepnin.
Im Zentrum von Miegs Schaffen steht klar das musikalische Œuvre, das rund 135 Kompositionen umfasst und in welchem er einen Neoklassizismus persönlicher Prägung entwickelt hat. Die Schwerpunkte liegen im Bereich Instrumentalkonzerte, Kammer- und Klaviermusik.

### Malerei
Als Aquarell- und Gouachemaler trat Mieg erst 1961 regelmässig mit Ausstellungen an die Öffentlichkeit, zu seinem Gesamtwerk gehören Hunderte von Stillleben, vor allem Blumen- und Früchtebilder, sowie Landschaften.

Peter Mieg als Maler, Kromer, Lenzburg 1984

### Schreiben
Mit Peter Mieg als Autor erschienen 1967 der Band Lenzburger Poetik oder Imaginäre Rede auf die Dichtkunst in und um Lenzburg sowie 1978 die skurrilen Geschichten Hannibals später Sport und Miss Marple. Zum 80. Geburtstag 1986 erschienen als Privatdruck die Lebenserinnerungen Laterna Magica. Peter Mieg war ein Homme de lettres, eine umfassend gebildete und belesene Persönlichkeit, dazu «ein gewiefter, ein witziger, ein unermüdlicher Briefschreiber». Er starb in seinem 85. Lebensjahr 1990 im Kantonsspital Aarau.

## Varia
Peter Mieg war der Grossneffe der Komponistin Fanny Hünerwadel (1826–1854) und der Cousin des Historikers Jean Rudolf von Salis (1901–1996).
Außerdem diente er als Vorlage für die Figur des exzentrischen Komponisten und Malers Edmond de Mog im Roman Brenner von Hermann Burger (1942–1989).

## Peter Mieg Stiftung
Stiftung
Die Peter Mieg-Stiftung wurde von Peter Mieg durch letztwillige Verfügung errichtet und besteht seit 1991 in Lenzburg. Sie wird von einem 5-köpfigen Stiftungsrat verwaltet. Stiftungszweck ist die Pflege der künstlerischen Hinterlassenschaft des Komponisten, Malers und Publizisten Peter Mieg. Durch die Aufführung und Reproduktion seiner musikalischen Werke, die Ausstellung seiner Bilder, die Publizierung von unveröffentlichten Schriften und durch weitere geeignete Tätigkeiten soll das Andenken an Peter Mieg bewahrt werden.
Museum und Archiv
Zur Stiftung gehörte bis 2019 das Haus «Sonnenberg» an der Schlossgasse in Lenzburg, ein von einem malerischen Garten umgebenes Bürgerhaus aus dem 18. Jahrhundert.
Zur Stiftung gehört ausserdem ein Archiv, das sich seit 2018 im Müllerhaus in Lenzburg befindet. Der musikalische Nachlass von Peter Mieg ist in die Paul-Sacher-Stiftung in Basel aufgenommen worden.

## Diskographie

### CDs
- Swiss Treasures, Art'Ventus Quintet, u. a. Peter Mieg: Bläserquintett (1977), Prospero Classical Records, CD, PROSP0081, 2023
- Swiss Aspects, Argovia Philharmonic, u. a. Peter Mieg: Concerto da camera per archi, pianoforte e timpani (1952), Coviello Classics, Cov 31314, 2014
- Peter Mieg: Ausgewählte Werke: Streichtrio (1937), Streichquartett Nr. 1 (1938), Konzert für Oboe und Orchester (1957), Toccata-Arioso-Gigue für Streichorchester (1959). Interpreten: Streiff Trio, Carmina Quartett, Camerata Zürich, Marc Kissóczy (Dir.), Südwestdeutsches Kammerorchester Pforzheim, Sebastian Tewinkel (Dir.), Musiques Suisses CD 6239, 2006
- Gaudibert-Meier-Mieg Konzerte: u. a. Peter Mieg: Konzert für zwei Klaviere und Orchester (1939-42), Bruno Schneider Horn, Felix Renggli Flöte, Adrienne Soos und Ivo Haag, Klavier, Orchestre de Chambre de Neuchâtel unter Jan Schultsz--- Musiques Suisses MGB CD 6234, 2005.
- Schweizer Musik für Flöte und Klavier: u. a. Peter Mieg: Sonate (1963), Musiques Suisses MGB CD 6222, 2004.
- Peter Mieg: Triple Concerto dans le goût italien pour violon, alto, violoncelle et orchestre à cordes, Mit Nacht und Nacht für Tenor und Orchester, Morceau élégant pour flûte et harpe, Musik für Cembalo, zwei Bläser und vier Streicher. Sonate für Violoncello und Klavier. Interpreten: Radio-Orchester Beromünster, Erich Schmid (Dir.), Tenor Ernst Haefliger; Festival Strings Lucerne, Mario Venzago (Dir.); Primož Novšak, Karl-Andreas Kolly u. a.,  Jecklin Edition JS 314–2, 1996
- Peter Mieg: Sinfonie (1958), Rondeau symphonique (1964), Combray (1977). Interpreten: Orkiestra Symfoniczna, Polskie Radio i Telewizja (Warszawa), André Froelicher (Dir.), Gallo CD-681, 1991.
- Streichtrio (1984). Interpreten: Novšak-Trio: Primož Novšak (Violine), Michel Rouilly (Viola), Susanne Basler (Violoncello). Pro Arte Musicae PAM-CD-PT1008, 1990.

### Schallplatten
- Peter Mieg: Triple Concerto dans le goût italien pour violon, alto, violoncelle et cordes (1978), Violine: Gunars Larsens, Viola: Wilhelm Gerlach, Violoncello: Curdin Coray, Festival Strings Lucerne, Leitung: Mario Venzago, Concerto per clavicembalo e orchestra da camera (1954), Cembalo: Ernst Gerber, Soloflöten: Anna-Katharina Graf und Sunna Bircher, Festival Strings Lucerne, Leitung: Rudolf Baumgartner, EX LIBRIS 1981
- Peter Mieg: Sonate IV pour piano (1975), Klavier: Jean-Jacques Dünki, "Doris" pour alto (1977), Viola: András von Tószeghi, Duo pour flûte et alto (1977), Flöte: Günter Rumpel, Viola: András von Tószeghi, Sonate pour flûte et piano (1963), Flöte: Günter Rumpel, Klavier: Stefi Andres, ALOIV 1978
- Peter Mieg: Kammermusik: Morceau élégant (1969) pour flûte et harpe, Flöte: Peter-Lukas Graf, Harfe: Ursula Holliger, Les Plaisirs de Rued (1971) pour flûte solo, Flöte: Peter-Lukas Graf, Quintuor (1969) pour flûte, 2 violons, violoncelle et clavecin, Flöte: Peter-Lukas Graf, Violinen: Alexander von Wijnkoop, Eva Zürbrügg, Violoncello: Walter Grimmer, Cembalo: Ernst Gerber, Lettres à Goldoni (1971) pour piano, Klavier: Dinorah Varsi, Les Charmes de Lostorf (1971) pour 2 flûtes solo, Flöten: Anne Utagawa und Dominique Hunziker, Sur les Rives du Lac Léman (1968) pour violon et piano, Violine: Thomas Füri, Klavier: Urs Voegelin, Les Jouissances de Mauensee (1971) pour 3 flûtes solo, Flöten: Peter-Lukas Graf, Anne Utagawa und Dominique Hunziker, Claves Records 1976
- Concerto pour deux flûtes et orchestre à cordes (1974), Flöten: Dominique Hunziker und Anne Utagawa, Festival Strings Lucerne, Leitung: Rudolf Baumgartner, Ariola Eurodisc 1975.
- Peter Mieg: Konzert für Klavier und Orchester Nr. 2 (1962), Klavier: Annette Weisbrod, Mit Nacht und Nacht (1962), Gesänge für Tenor und Orchester nach Texten von Cyrus Atabay, Tenor: Ernst Haefliger, Sinfonieorchester Basel, Leitung: Armin Jordan
- Toccata - Arioso - Gigue für Streichorchester (1959), Stadtorchester Winterthur, Leitung: Clemens Dahinden, Arbeitsgemeinschaft zur Förderung schweizerischer Musik, o. D.
- Kammerkonzerte. Vanguard, 1959: Serial of Swiss Composer’s League, no. 42–43. Kassation für 9 Instrumente, 4 quatuors vocaux, Concerto da Camera per archi, pianoforte e timpani. Interpreten: Rudolf am Bach (Klavier); Zürcher Kammerorchester, Edmond de Stoutz (Dir.), Instrumentalensemble, Räto Tschupp (Dir.), Pamela Ricci, Marie Lise de Montmollin, Eric Tappy, Gaston Presset, Maroussia Le Marc’Hadour.

## Film
- Reni Mertens, Walter Marti: Heritage. Der Komponist, Maler, Schriftsteller und Journalist Peter Mieg. Filmporträt mit Musik von Peter Mieg, 1980.[7]
- Franticek Klossner: Peter Mieg – Komponist – Maler – Publizist. Dokumentarfilm mit umfangreichen Archivaufnahmen von Beat Müller u. a., Regie & Schnitt: Franticek Klossner, Stimme: Barbara Büttner, Produktion: Peter Mieg-Stiftung, 1997.